# Балластораспределительная машина

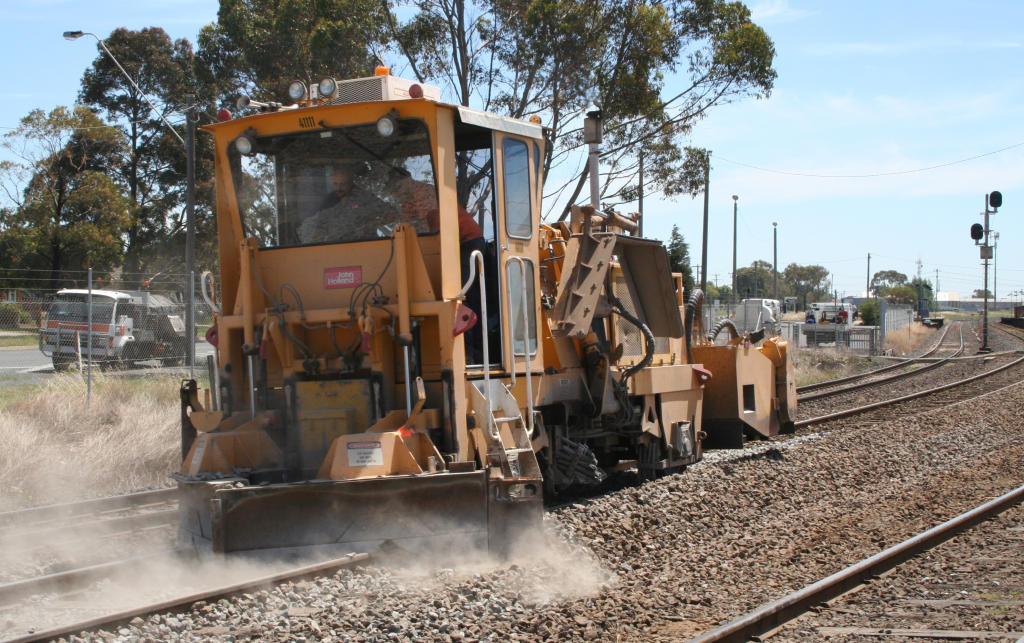
Балластораспределительная машина Kershaw
в работе

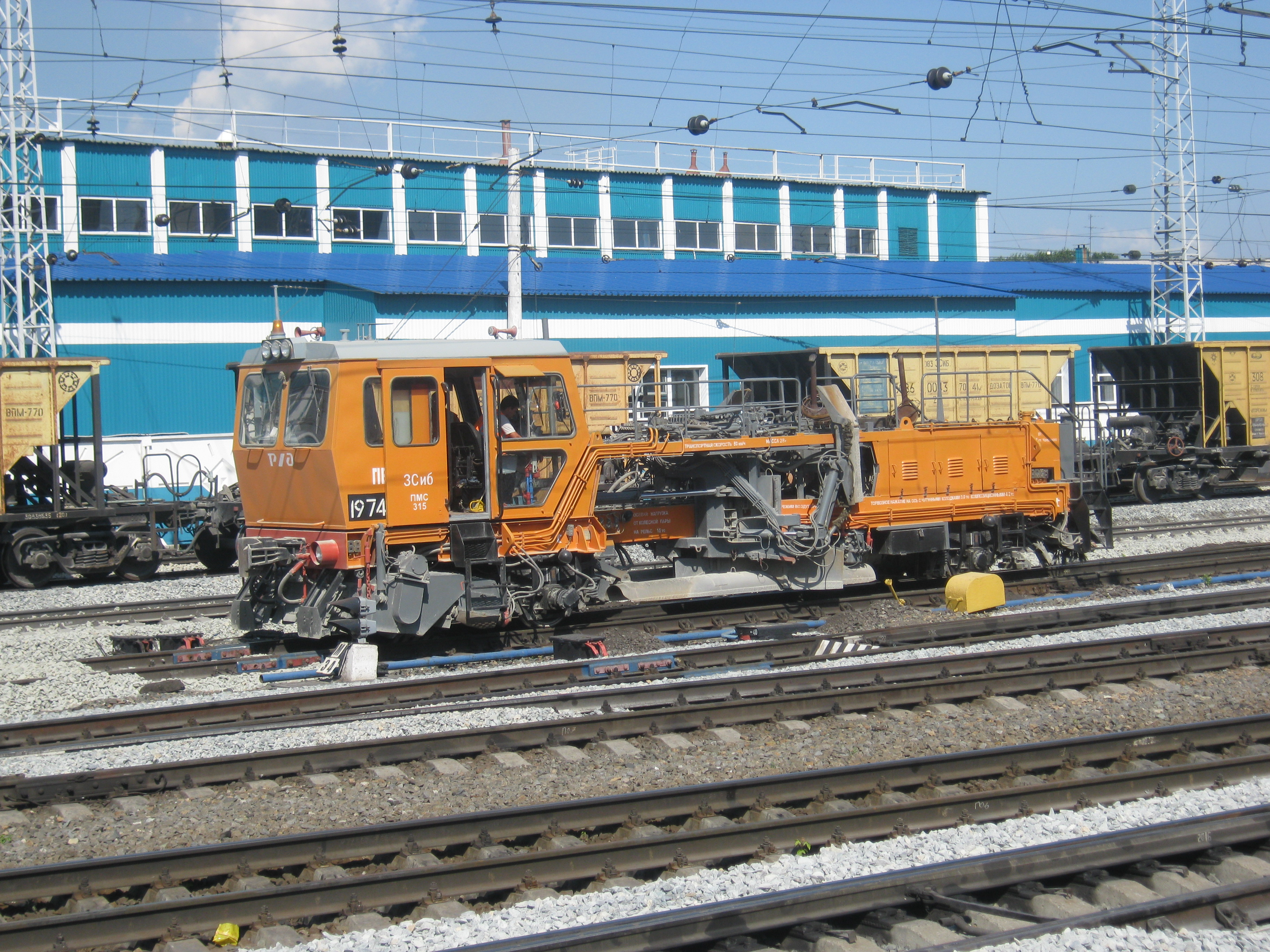
Планировщик балласта ПБ-01

Балластораспределительная машина — путевая машина на железнодорожном транспорте для завершения отделочных работ при строительстве, ремонте и текущем содержании железнодорожного пути. Балластораспределительная машина профилирует плечо и откос балластной призмы, перераспределяет балласт по поверхности призмы, засыпает пустоты, образующиеся при перемещении балласта, а также удаляет лишний балласт с рельсо-шпальной решётки.

## История появления
Первая балластораспределительная машина в СССР была изготовлена в 1978 году.

## Конструкция и принцип работы
Используются универсальные балластораспределительные машины с бункером и быстроходные скоростные планировщики пути без бункера. Бункерные машины могут собирать лишний балласт и добавлять его в другое место. Основной рабочий орган балластораспределительной машины — плуг, перераспределяющий балласт с обочины в межрельсовое пространство или перегружающий его на противоположную сторону пути, а также из пути на сторону. В универсальных балластораспределительных машинах плуг расположен на выносной консоли в передней части платформы, а в планировщике — на машине. Для поднятия балласта с обочины в откос призмы и профилирования откоса служит боковой плуг-планировщик; удаление и подачу лишнего балласта на конвейер осуществляет щёточный механизм — барабан, армированный жёсткими резиновыми трубами, образующими цилиндрическую щётку, перекрывающую всю ширину балластной призмы. Подаётся балласт в бункер цепным конвейером. Увеличение производительности и улучшение качества балластировки зависят от совершенства распределяющего механизма (плуга), надёжности и долговечности транспортирующих механизмов.

## Балластораспределительные машины семейства BDS
Компания Plasser American дополнила семейство балластораспределительных машин новыми BDS 100/200. Последняя модификация этой машины успешно работает на железной дороге Union Pacific Railroad, где применяется для уборки избыточного балласта и отсыпки его в нужных местах. Этот метод позволяет более эффективно использовать балластный материал.
Машины семейства BDS состоят из двух самостоятельных агрегатов, которые могут работать вместе или как отдельные машины. BDS-100 оснащена бункером, транспортёром для распределения балласта и отвалами для планировки балластной призмы. BDS-200 оборудована щёткой для удаления лишнего балласта с пути и транспортёром для его погрузки в машину BDS-100 или в хопперы типа MFS 40 с транспортёром.